# Enying
Enying ist eine ungarische Stadt im gleichnamigen Kreis im Komitat Fejér. Zur Stadt gehören die Ortsteile Alsótekeres, Balatonbozsok (seit 1966), Kabókapuszta, Kispuszta, Leshegy, Mikótanya und Öreghegy. Das Stadtrecht erhielt Enying im Jahr 1992.

## Geographische Lage
Enying liegt 32 Kilometer südwestlich des Komitatssitzes Székesfehérvár sowie etwa 10 Kilometer südöstlich des östlichen Randes des Balaton (deutsch Plattensee) in der fruchtbaren Region Mezőföld. Nachbargemeinden sind Balatonvilágos, Lepsény, Mátyásdomb, Lajoskomárom, Mezőkomárom, Ádánd und Balatonszabadi.

## Geschichte

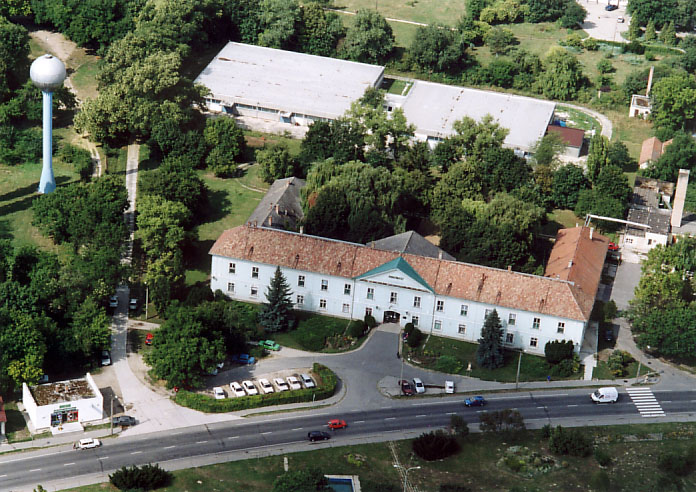
Schloss Batthyány in Enying (2006)

Erstmals wurde Enying 1138 in der Landwirtschaftsliste des Bistums von Dömös erwähnt, Balatonbozsok wird bereits 1082 als Besitz der Kirche St. Michael in Veszprém ausgewiesen. Die Herrschaft über die Orte wechselte häufiger im Laufe der Geschichte. Eine erwähnenswert gute wirtschaftliche Entwicklung nahm der Ort ab 1720 im 18. und 19. Jahrhundert unter der Herrschaft der adeligen Familie von Batthyány, die sich mit Schloss, Schlosspark, landwirtschaftlichen Anlagen und der Johann-Nepomuk-Kirche auch noch heute im Ortsbild niederschlägt.
Enying wurde 1867 Kreishauptstadt und blieb dies bis 1961. An der Eisenbahnlinie von Veszprém nach Dombóvár entstand 1880 der Bahnhof des Ortes, vor dem Ende des 19. Jahrhunderts kamen auch Post, Telegraphenamt und Sparkasse hinzu. Im Jahr 1913 gab es in der damaligen Großgemeinde 707 Häuser und 4156 Einwohner auf einer Fläche von 15.398 Katastraljochen.
1950 wurde die Gemeinde aus dem Komitat Veszprém ausgegliedert und an das Komitat Fejér angeschlossen.

## Städtepartnerschaften
- Bad Urach, Deutschland
- Gmina Świerklany, Polen
- Huedin, Rumänien
- Юкаменское, Udmurtien

## Sehenswürdigkeiten

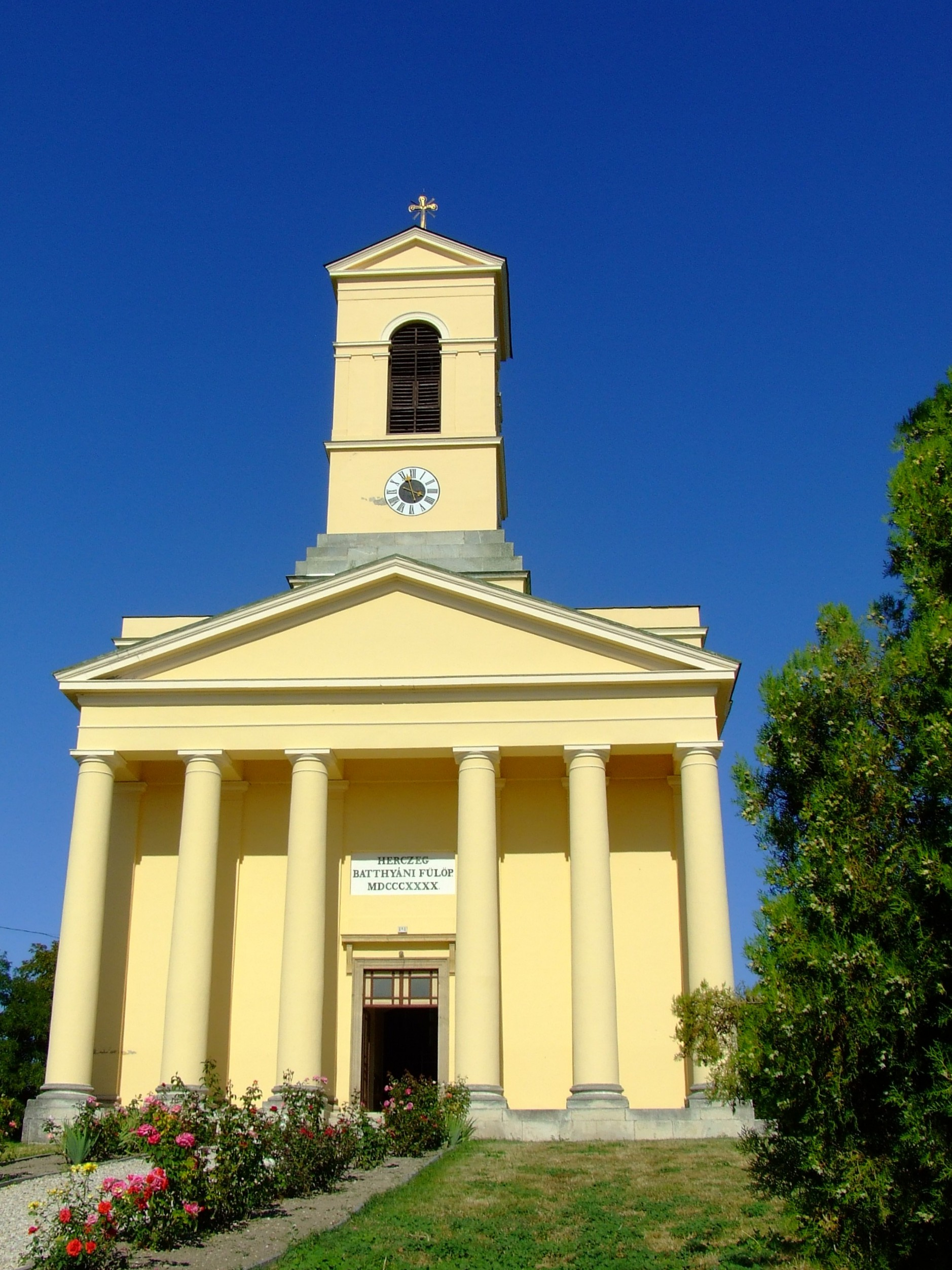
Johannes-Nepomuk-Kirche in Enying (2007)

Die dem heiligen Johannes Nepomuk geweihte römisch-katholische Kirche (Nepomuki Szent János-templom) entstand in den Jahren zwischen 1838 und 1841. Die heute unter Denkmalschutz stehende Kirche wurde im Wesentlichen durch Herzog Fülöp Batthyány finanziert, zwei der drei vorhandenen Glocken stammen noch aus der Bauzeit. Sie wurde von dem Wiener Baumeister Vilmos Pichl geplant und von dem Baumeister Ferenc Vojtha aus Enying errichtet.
Darüber hinaus gibt es im Ortsteil Balatonbozsok die römisch-katholische Dreifaltigkeitskirche (Szentháromság-templom), deren heutiger Bau im 17. Jahrhundert entstand, die aber auf eine ältere Kirche aus dem 15. Jahrhundert zurückgeht.
Eine reformierte Kirche gibt es seit 1546 im Ort, das heutige Bauwerk entstand 1789 bis 1792 an Stelle einer vormals vorhandenen Burg in barocker Ausführung. Die reformierte Kirche hat eine gute Akustik, die im Sommer oft zur Aufführung von abendlichen Orgelkonzerten genutzt wird.
1828 wurde ein Schulgebäude mit zwei Klassen errichtet, in dessen in der Zwischenkriegszeit errichtetem Nachfolgegebäude sich heute die Musikschule befindet. Seit 1938 gibt es auch evangelische Kirche.
Herzog Fülöp Batthyány ließ auch das Schloss seiner Vorfahren nach Plänen von Georg Möser erweitern. Es steht ebenfalls unter Denkmalschutz, sein Innenhof und der umgebende englische Park wird im Sommer als Bühne für Freilichtveranstaltungen genutzt. In dem Park ist auch das 1922 aufgestellte und von Sándor Somogyi gestaltete Denkmal für die Gefallenen des Ersten Weltkrieges zu finden.

## Verkehr
Durch Enying verläuft die Hauptstraße Nr. 64, von der die Landstraßen Nr. 6401 und Nr. 6404 abzweigen. Es bestehen Busverbindungen nach Balatonvilágos, Siófok, über Dég und Mezőszilas nach Simontornya sowie über Lepsény nach Székesfehérvár. Die nächstgelegenen Bahnhöfe befinden sich in  Balatonaliga und Lepsény, jeweils in etwa zehn Kilometer Entfernung.